# کلیمنتووو (استان ولیکو تارنوو)
کلیمنتووو (به بلغاری: Klimentovo) یک منطقهٔ مسکونی در بلغارستان است که در استان ولیکو تارنوو واقع شده‌است.
 کلیمنتووو ۱۸ کیلومتر مربع مساحت و ۸۹۵ نفر جمعیت دارد.